# Franklin Leonard Pope

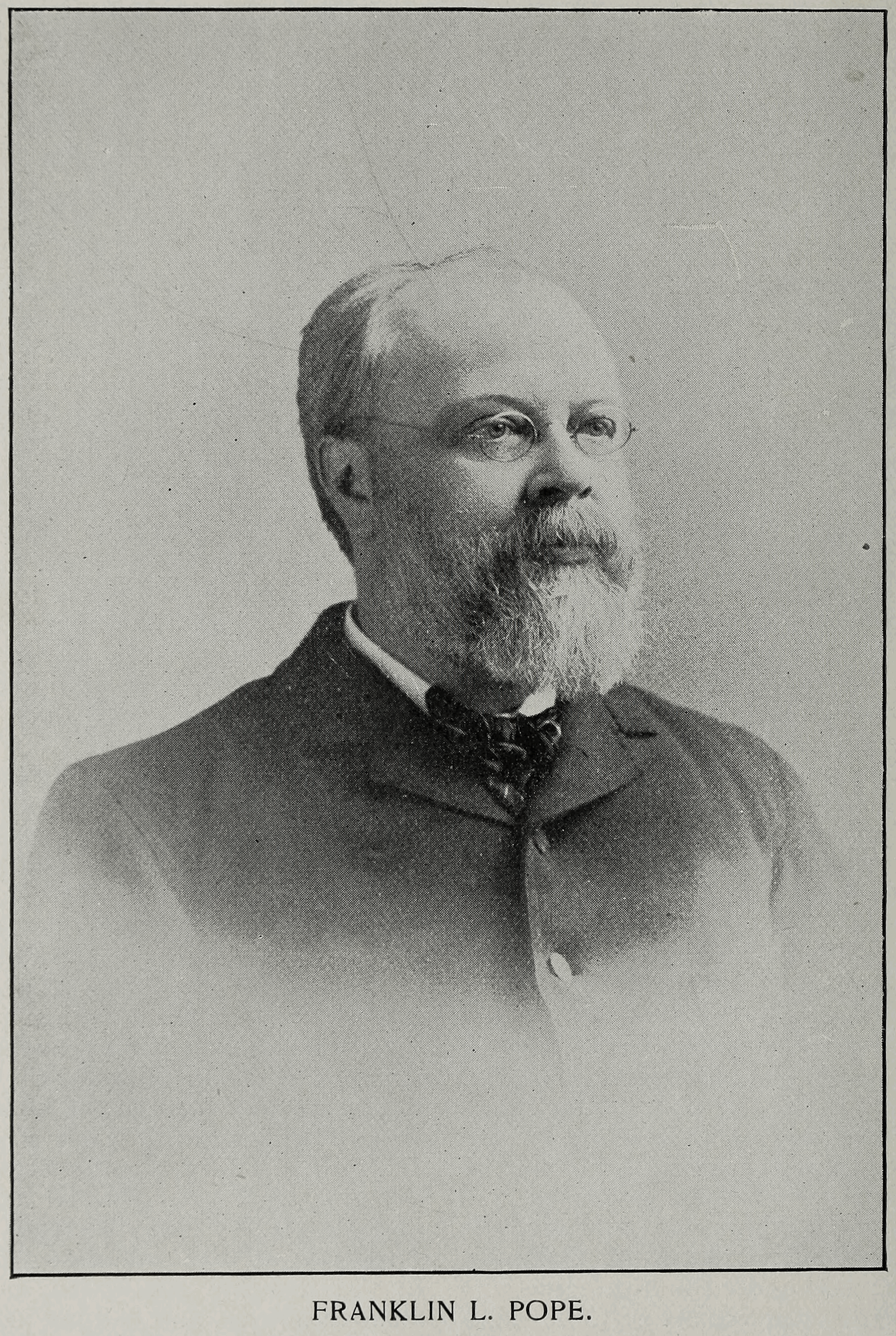
Franklin L. Pope trong ấn bản tháng 8 năm 1892 của Tạp chí Cassier's.

Franklin Leonard Pope (2 tháng 12 năm 1840 - 13 tháng 10 năm 1895) là một kỹ sư, nhà thám hiểm và nhà phát minh người Mỹ.

## Tiểu sử
Ông sinh ra ở Great Barrington, Massachusetts, con trai của Ebenezer Pape và Electra Wainwright. Ông là một người đánh điện tín, kỹ sư điện, nhà thám hiểm, nhà phát minh và luật sư về sáng chế.
Ông cũng đóng góp nhiều vào sự tiến bộ kỹ thuật của thế kỷ 19. Ông là một trong những người lãnh đạo các cuộc thám hiểm liên quan đến Collins Overland Telegraph, còn được gọi là Telegraph của Nga và Mỹ.
Sau khi phát triển một hệ thống theo dõi và in giá vàng và cổ phiếu, Pope hợp tác với Thomas Edison năm 1869, thành lập công ty Pope, Edison & Company Electrical Engineers, và phát minh ra một điện báo một chiều vào năm 1870. Điện tín này bây giờ được gọi là điện tín cổ phiếu, và đã được sử dụng rộng rãi ở các thành phố lớn để trao đổi báo giá cổ phiếu. Sự cộng tác của Pope với Edison đã chấm dứt ngay sau khi nó được hình thành.
Pope đã được trao một số bằng sáng chế cho công trình của ông trong các hệ thống tín hiệu khóa semaphore đường sắt, quan trọng nhất trong số đó là phát minh năm 1872 của ông cho mạch đường sắt để tự động kiểm soát hệ thống tín hiệu khối điện, vốn được sử dụng rộng rãi bởi các đường sắt lớn của Hoa Kỳ. Pope là chủ tịch Viện Kỹ sư điện Hoa Kỳ từ năm 1886 đến năm 1887.
Pope là một biên tập viên của tạp chí Điện Kỹ sư, và chỉnh sửa các phần viết về điện của The Engineering Magazine. Ông cũng đã làm việc với tư cách là luật sư về sáng chế cho Công ty Bưu điện Western Union và được coi là một chuyên gia về nhiều sáng chế quan trọng.
Pope kết hôn với Sarah Amelia Dickinson vào ngày 6 tháng 8 năm 1873, và họ có ba người con, hai con gái và một con trai. Pope qua đời ở tuổi 54 vì một vụ điện giật 3000 volts đột ngột trong tầng hầm nhà ông tại đường phố chính 518 ở Great Barrington.

## Sách đã xuất bản
- Modern Practice of the American Telegraph (1869)
- Modern Practice of the Electrical Telegraph (1871)
- The Life and Works of Joseph Henry (1879)
- The Western Boundary of Massachusetts: a study of Indian and Colonial Life (1886)
- Evolution of the Incandescent Lamp (1889)
- Genealogy of Thomas Pope (1608-1683) and Some of his Descendants (1888).